# Marcel Gebhardt
Marcel Gebhardt (* 15. September 1979 in Riesa) ist ein ehemaliger deutscher Fußballspieler. Karriere
Der Jugendspieler des KFC Uerdingen 05 wechselte 1998 für 70.000,00 DM zum 1. FC Köln nach dessen ersten Abstieg in die 2. Fußball-Bundesliga. Seine Trainer beim FC waren der ehemalige Nationalspieler Bernd Schuster und Ewald Lienen, unter dessen Leitung die Geißböcke 2000 in die 1. Bundesliga zurückkehrten. In seinen drei Jahren in Köln wurde Gebhardt lediglich einmal eingesetzt. Es gelang ihm nicht von dem damals stattfindenden großen Umbruch im Team zu profitieren und eine schwere Knieverletzung setzte in lange außer Gefecht. Nachdem Ewald Lienen auf ihn keinen Wert mehr gelegt hatte, wechselte Gebhardt 2001 in die Oberliga Südwest zu Wormatia Worms. In Worms beendete er, nach einem einjährigen Abstecher zum VfB Leipzig, verletzungsbedingt auch seine aktive Karriere und wechselte 2010 beim jetzigen Regionalligisten in die sportliche Leitung. Bei der Wormatia war Gebhardt 3 Jahre lang Kapitän und stieg mit der Wormatia in die Regionalliga auf. Nach der aktiven Karriere spielte er nebenher beim unterklassigen VfL Gundersheim und TSV Gundheim. Im Februar 2012 verlängerte Marcel Gebhardt seinen Vertrag als Sportlicher Leiter bei der Wormatia. Diesen Posten behielt er bis 2018. Von Oktober 2017 bis Juli 2020 gehörte er zudem zum Sport-Vorstand in Worms. 

## Erfolge
Spieler:
- 1998: DFB-Jugend-Kicker-Pokalsieger
- 2000: Aufstieg in die 1. Bundesliga
- 2007: Südwestpokalsieger
- 2008: Aufstieg in die Regionalliga West
- 2009: Südwestpokalsieger

Sportlicher Leiter:
- 2012 Südwestpokalsieger
- 2012 Sieg 1. Runde im DFB-Pokal gegen Hertha BSC